# گروه سرخپوستی مسکوام
گروه سرخپوستی مسکوام (الگو:Lang-hur) اقوام اولیه کانادا در استان‌ها و قلمروهای کانادا در بریتیش کلمبیا هستند. این تنها گروه اقوام اولیه است که جامعه ذخیره آن در محدوده شهر ونکوور قرار دارد.